# 楚利姆鞑靼人
楚利姆鞑靼人（чулым, татар, татарлар），是鞑靼人在克拉斯諾亞爾斯克邊疆區与托木斯克的分支。

## 历史
楚利姆鞑靼人来到楚利姆河（鄂畢河支流）是16世纪葉爾馬克·齊莫菲葉維奇征服失必儿汗国后。俄国人叫他们楚利姆鞑靼人，17、18世纪他们和其他突厥人一起生活，如铁列烏特人、叶尼塞吉尔吉斯人，形成楚利姆人。他们不是牧民，而以养牛与农业为生。他们多数与哈卡斯人及俄国人结婚。他们持楚利姆语，这种语言与哈卡斯语有关系。
2002人口普查，他们有656人生活在俄罗斯，他们信仰東正教，也保留萨满教的风俗习惯。

## 外部連結
- [永久] （俄文）
- http://severcom.ru/nations/item39.html[ ] （页面存档备份，存于） （俄文）
- （俄文）